# Silentium
Silentium (прежнее название Funeral) — финская готик-дум-метал-группа. Группа основана в 1995 в Ямсянкоски, Финляндия. Первые демо и EP группы были изданы на кассетах и только в Европе и  в некоторых странах Азии. Последний сингл группы, Dead Silent, находится на нескольких финских музыкальных сайтах и доступен для скачивания по всему миру.

## Участники

### Текущий состав
- Riina Rinkinen — вокал (с 2004)
- Juha Lehtioksa — гитара (с 1995)
- Toni Lahtinen — гитара (с 1995)
- Matti Aikio — бас, вокал (1995)
- Jari Ojala — ударные (1995—1999, с 2004)
- Sami Boman — клавишные, бэк-вокал (с 1995)
- Elias Kahila — виолончель (с 2005)

### Бывшие участники
- Tiina Lehvonen — вокал (1998—2003)
- Maija Turunen — вокал (2003)
- Janne Ojala — ударные (1999—2004)
- Jani Laaksonen — скрипка (1995—2004)
- Anna Ilveskoski — вокал (2003—2004)

## Дискография

### Альбомы и EP
- Illacrimó (EP, 1996)
- Caméne Misera (EP, 1998)
- Infinita Plango Vulnera (1999)
- SI.VM E.T A.V.VM (2001)
- Altum (2001)
- Sufferion - Hamartia of Prudence (2003)
- Seducia (2006)
- Amortean (2008)
- Motiva (2020)

### Синглы
- Frostnight (2005)
- Dead Silent (2007)